# COMTRADE
COMTRADE è il nome comune con cui è noto uno standard IEEE, precisamente il IEEE Std C37.111.
Formalmente l'acronimo deriva dal titolo ufficiale dello standard che recita: IEEE Standard Common Format for Transient Data Exchange (COMTRADE) for Power Systems.
Questo standard descrive il formato dei file da utilizzare per l'archiviazione delle forme d'onda di grandezze elettriche quali tensione e corrente, nonché degli stati digitali di segnali registrati in caso di guasti in centrali e stazioni / sottostazioni elettriche.
Lo standard prescrive che per ciascun guasto venga creato un set di quattro file di cui due sono considerati obbligatori ed altri due sono opzionali ed hanno esclusivamente uno scopo informativo.
Un primo file costituisce una sorta di intestazione ed indice (in effetti è denominato file header, cioè di intestazione). Questo file è considerato obbligatorio.
Il secondo file più importante è quello che contiene i dati delle forme d'onda e dei segnali digitali. Questo file può essere fornito in formato binario oppure ASCII anche se quest'ultimo appare il formato più supportato in genere. Questo file è considerato obbligatorio.
Il formato COMTRADE è ormai un riferimento per le applicazioni di monitoraggio e controllo in contesti di produzione e trasformazione dell'energia tanto che esistono numerosi software in grado di visualizzare in forma grafica tali file, alcuni sono anche gratuiti.